# Мил Вали (Калифорнија)
Мил Вали (енгл. Mill Valley) град је у америчкој савезној држави Калифорнија. По попису становништва из 2010. у њему је живело 13.903 становника.

## Демографија
Према попису становништва из 2010. у граду је живело 13.903 становника, што је 303 (2,2%) становника више него 2000. године.
| Група             | 2000.          | 2010.          |
| Белци             | 12.118 (89,1%) | 11.934 (85,8%) |
| Афроамериканци    | 135 (1,0%)     | 118 (0,8%)     |
| Азијати           | 563 (4,1%)     | 755 (5,4%)     |
| Хиспаноамериканци | 472 (3,5%)     | 622 (4,5%)     |
| Укупно            | 13.600         | 13.903         |